# Маджарово (община)
Маджарово (болг. Община Маджарово) — община в Болгарии. Входит в состав Хасковской области. Население составляет 3402 человека (на 21.07.05 г.).
Площадь территории общины — 246,7 км² (4,5 % от площади на Хасковской области).
Административный центр общины в городе Маджарово. Кмет общины Маджарово — Милко Петков Армутлиев (независимый) — по результатам выборов 2011 года, и прежде кметом был он же,— по результатам выборов 2007 года, но от земледельческого народного союза (ЗНС) .
По территории общины протекает река Арда.

## Состав общины
В состав общины входят 19 населённых пунктов:
1. Бориславци
2. Брусевци (без постоянного населения[3])
3. Габерово
4. Голяма-Долина
5. Горни-Главанак
6. Горно-Поле
7. Долни-Главанак
8. Долно-Сыдиево
9. Ефрем
10. Златоустово
11. Маджарово
12. Малки-Воден
13. Малко-Брягово
14. Малко-Попово
15. Румелия
16. Рыженово
17. Селска-Поляна
18. Сеноклас
19. Тополово